# Фатх-Али-хан Каджар
Фатх-Али-хан Каджар (азерб. فتحعلی‌خان قاجار; 1686 — 1726) — основатель династии Каджаров из Астрабада в XVIII веке, был сыном некоего Шахгулу Хана из каджаров кованлу из Гянджи. Является отцом Мухаммеда Хасан-хана, участника борьбы за власть в Иране в 1750-х годах, и дедом Ага Мухаммед-шаха Каджара, первого каджарского шаха на иранском престоле. Хан Астрабада (1720 — 1726).

## Биография
Приводятся различные даты рождения Фатх-Али-хана, от 1685—1686 до 1692—1693 годов. Он отправился из Гянджи в Горган и породнился с каджарами Астрабада. До вторжения афганцев гильзаи в Иран Фатх-Али-хан считался военачальником некоторого значения и некогда служил «хакимом» Мешхеда. В 1720 году он получил приказ содействовать некомпетентному шахскому командиру в успокоении Хорасана, но был побежден в сражении Маликом Махмудом Систани и удалился на свою базу в Астрабаде.
Афганская осада Исфахана в 1721—1722 годах, возможно, вывела его из его убежища, но впоследствии побег Тахмаспа из столицы явил Фатх-Али-хану возможность доказать свою лояльность Сефевидам. Тахмасп достиг окрестностей Тегерана. Согласно польскому иезуиту Тадеушу Крушинскому, Сефевидские войска, возвращавшиеся назад по направлению к Куму для встречи с преследовавшими их афганцами, включали некоторое количество людей из племени каджар, описанных как «крепкие и верные люди испытанной преданности». Тахмасп, ограниченный в людях, и на тот момент, в потенциальных союзниках, нуждался в 9 тыс. бойцах, которые, согласно Крушинскому, могли быть собраны Каджарами Астрабада. Фатх-Али-хан был вознагражден назначением «этимад ад-довле» Тахмаспа, ведущим членом окружения которого он вскоре стал. Присоединением к сефевидскому беженцу он заполучил позицию, которую можно было использовать в подходящее время. Более того, удача Тахмаспа выглядела улучшающейся.
Заинтересованность русских в каспийских провинциях пошла на убыль после смерти Петра Великого в 1725 году. Афганский шах Ирана Ашраф Хотаки рассорился с Османами и был отрезан от базы гильзаи в Кандагаре. Абдали в Герате были заняты собственными раздорами. Ближайшим и наименее значительным врагом был Малик Махмуд Систани, стремившийся стать повелителем Хорасана. Для проведения кампании против Малик Махмуда Тахмасп сопровождал Фатх-Али-хана в Астрабад для того, чтобы собрать больше войск. Каджарский вождь стал главной опорой Тахмаспа и был назначен его «вакиль ад-довле», в то время как другим каджарским вождям были пожалованы титулы поменьше (июль 1726).
Пожалование титула и поста «вакиль ад-довле» подтвердило то, что Фатх-Али-хан был реальной силой в лагере Тахмаспа и установило прецедент, повторившийся в нескольких случаях: Надир-хан Афшар принял тот же титул в 1732 году, когда он заменил Тахмаспа на 8-месячного Аббаса III; Алимардан-хан Бахтияри принял его в 1750 году от имени Исмаила III; и Керим-хан Зенд, схожим образом, от имени той же марионетки годом спустя.
Сефевидский шах и его каджарские сторонники выдвинулись для взятия Мешхеда у Малика Махмуда. В Хабушане к ним присоединился афшарский военачальник Надир с маленьким отрядом из афшаров и курдов. К тому времени, когда армия возобновила свой марш на Мешхед, Надир снискал полное расположение Тахмаспа. Когда они появились у города, соперничество между Фатх-Али-ханом и Надиром приближалось к своей наивысшей точке. Понимая, что теряет позиции, Фатх-Али начал сотрудничать с Маликом Махмудом. Заговор был раскрыт Надиром, и Фатх-Али был убит 11 октября 1726 года. Возможно, что Мухаммедхусейн-хан Девелу из астрабадских Каджаров-Юхарыбаш был замешан в этих событиях: начиная с этого времени он стал наиболее значимой фигурой в Горганском районе.